# Jorge Escobedo
Jorge Escobedo y Alarcón (* um 1755 in Jaén, Spanien; † um 1808 in Madrid, Spanien) war ein spanischer Jurist und Kolonialverwalter, der als General-Visitor im Vizekönigreich Peru amtierte.

## Leben
Escobedo war ein nachgeborener Sohn des Grafen von Cazalla. 1762 begann er an der Universität Cuenca ein Studium der Rechtswissenschaft und der schönen Künste. 1769 wechselte er an die Universität Salamanca und studierte dort Moralphilosophie.
1769 wurde er zum Oidor der Real Audiencia von Charcas berufen und ging nach Amerika. Er leitete als Gouverneur die Provinz Potosí und übernahm er den Vorsitz der Münz- und Minenverwaltung dort.
Als 1781 der Aufstand von Tupac Amaru II. ausbrach, flohen viele spanientreue Bauern und Siedler nach Potosí. Escobedo organisierte ihre Aufnahme und unterstützte zugleich den Kampf gegen die Aufständischen, indem er Artillerie und reguläre Truppen gegen sie aufstellte.
Unter dem Befehl von General José Antonio de Valle und des Visitors José Antonio de Areche wurde die Revolte niedergeschlagen und die Aufständischen mit extremer Härte bestraft. Diese übertriebene Grausamkeit führte dazu, dass König Karl III. bzw. der Indienminister José de Gálvez y Gallardo Areche nach Spanien zurückberiefen.
An seiner Stelle ernannte der Hof Escobedo zum General-Visitor für die Vizekönigreiche Peru und Río de la Plata. Auch in den Orden Karls III. wurde Escobedo aufgenommen. Er zog 1784 in Lima ein, wo er zugleich das Amt des Intendenten übernahm.
Er verordnete zahlreiche Reformen zur Kolonial- und Kommunalverwaltung sowie zur Regelung des örtlichen Wirtschaftslebens.
Anfang 1788 kehrte er nach Spanien zurück und übernahm einen Sitz und später (1805) den Vorsitz einer Kammer im Indienrat.